# Універсіада

Прапор Міжнародної федерації університетського спорту (FISU)

Універсіа́да (англ. Universiade) — міжнародні спортивні змагання серед студентів, що проводяться Міжнародною федерацією університетського спорту (FISU). Назва «Універсіада» походить від слів «Університет» і «Олімпіада». Часто згадується, як «Всесвітні студентські ігри» і «Всесвітні університетські гри». Кожні два роки проводяться літні та зимові універсіади. Історія студентського спорту почалася в далекому 1905 році, коли в США пройшли перші міжнародні змагання серед студентів. У 1919 році Жаном Птіжаном була створена Конфедерація студентів. Під егідою цієї організації у 1923 році відбулися перші Всесвітні ігри студентів в Парижі.
Останньою літньою універсіадою стала літня Універсіада 2019 року в Неаполі, Італія. Останньою зимовою універсіадою стала Універсіада 2023 року, що відбулась в Лейк-Плесіді, Сполучені Штати, з 11 по 21 січня 2023 року після того, як змагання 2021 року, які мали відбутися в Люцерні, Швейцарія, були скасовані через пандемію COVID-19. Літня Універсіада 2021 року мала відбутися в Ченду, Китай, але через пандемію COVID-19 їх тричі відкладали, і тепер вони відбудуться у 2023 році. Літня Універсіада 2023 повинна була відбудуться в Єкатеринбурзі, Росія, але була відкладена після російського вторгнення в Україну в 2022 році. FISU ухвалили рішення провести Літню Універсіаду 2023 року в Ченду замість Єкатеринбурга.

## Історія
Ідея глобального міжнародного спортивного змагання між студентами-спортсменами виникла ще до створення в 1949 році Міжнародної фідерації університетського спорту (FISU), яка зараз проводить Універсіаду, і навіть найперших Всесвітніх університетських ігор, що відбулися в 1923 році. Англійський борець Ходжсон Пратт був першим прихильником такої події, запропонувавши на Всесвітньому мирному конгресі в Римі в 1891 році пропозицію про створення серії міжнародних студентських конференцій у столицях, що змінювалися, із заходами, включно з видами спорту. Цього не сталося, але подібний захід було створено в Німеччині в 1909 році у формі Академічної Олімпії. З 1909 по 1913 рік було проведено п’ять змагань, усі вони проходили в Німеччині.

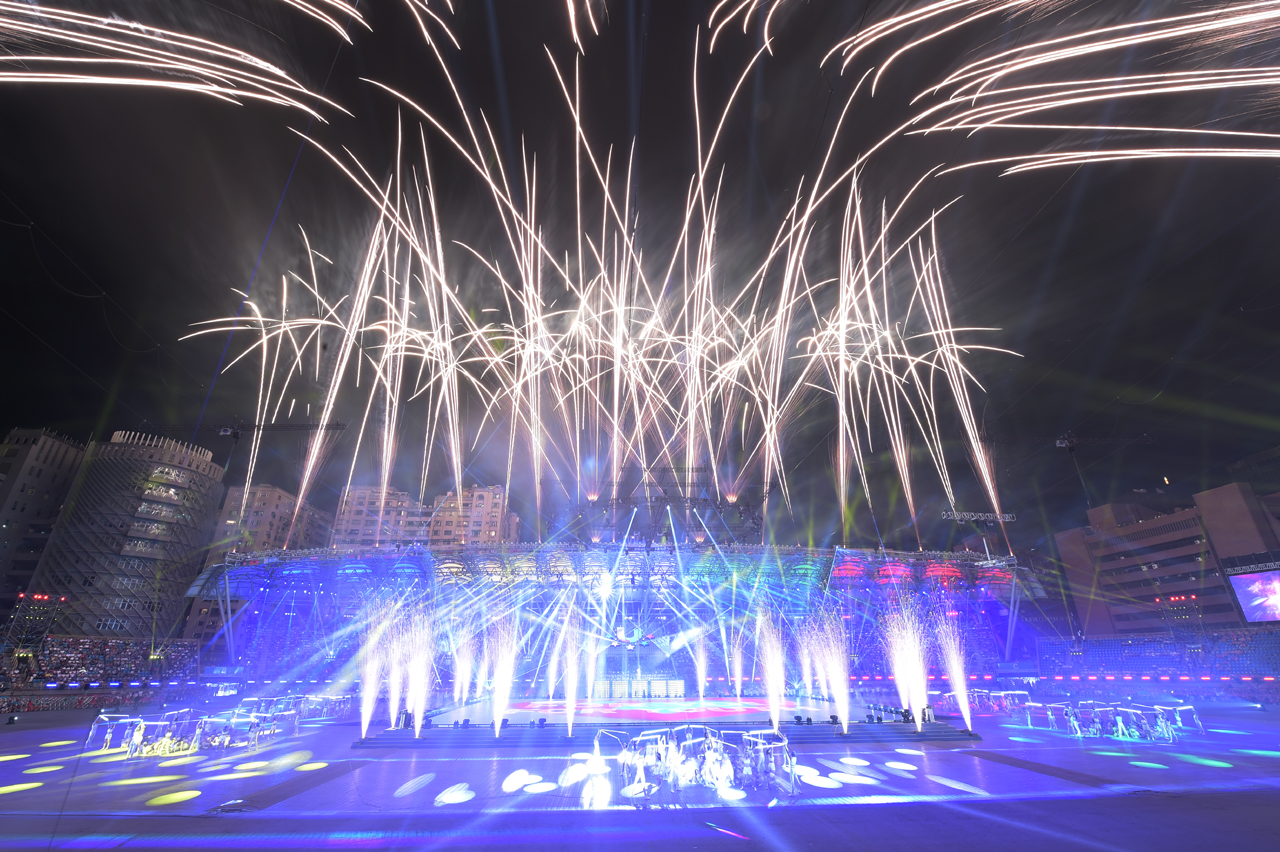
Церемонія Відкриття на Літній Універсіаді 2017

На початку 20 століття Жан Петіжан з Франції почав спроби організувати «Університетські Олімпійські ігри». Після розмови з П’єром де Кубертеном, засновником сучасних Олімпійських ігор, Петіжан був переконаний не використовувати слово «Олімпійський» у назві турніру. Петіжан, а пізніше Міжнародна конфедерація студентів (CIE), були першими, хто створив серію міжнародних заходів, починаючи з Міжнародного університетського чемпіонату 1923 року. За цим був Літній студентський чемпіонат світу 1924 року, який був перейменований роком пізніше, і ще два змагання відбулися в 1927 і 1928 роках. Була ще одна зміна назви змагань на Міжнародні університетські ігри, які пройшли у 1930 року. Міжнародні університетські ігри проводилися ще чотири рази в 1930-х роках і до 1947 року коли пройшли останні змагання.

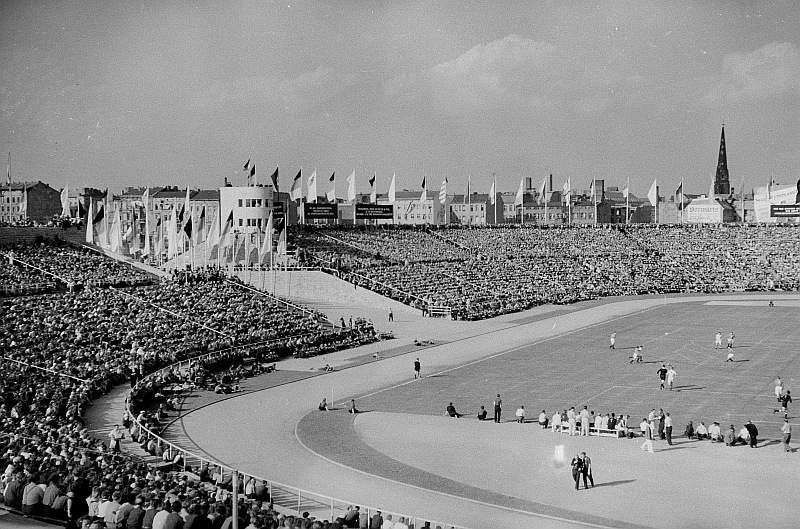
Студентський футбольний матч на ІІІ Всесвітньому фестивалі молоді та студентів

Окрема група організувала альтернативні університетські ігри в 1939 році у Відні, в Німеччині після аншлюсу. Початок Другої світової війни припинив усі основні міжнародні студентські спортивні заходи, а її наслідки також призвели до розколу серед руху, оскільки CIE було розпущено та з’явилися конкуруючі організації. Міжнародний союз студентів (UIE) включив університетські спортивні ігри до Всесвітнього фестивалю молоді та студентів з 1947 по 1962 рік, включаючи окремі, неофіційні ігри в 1954 році. Ця подія в основному обслуговувала країни Східної Європи.

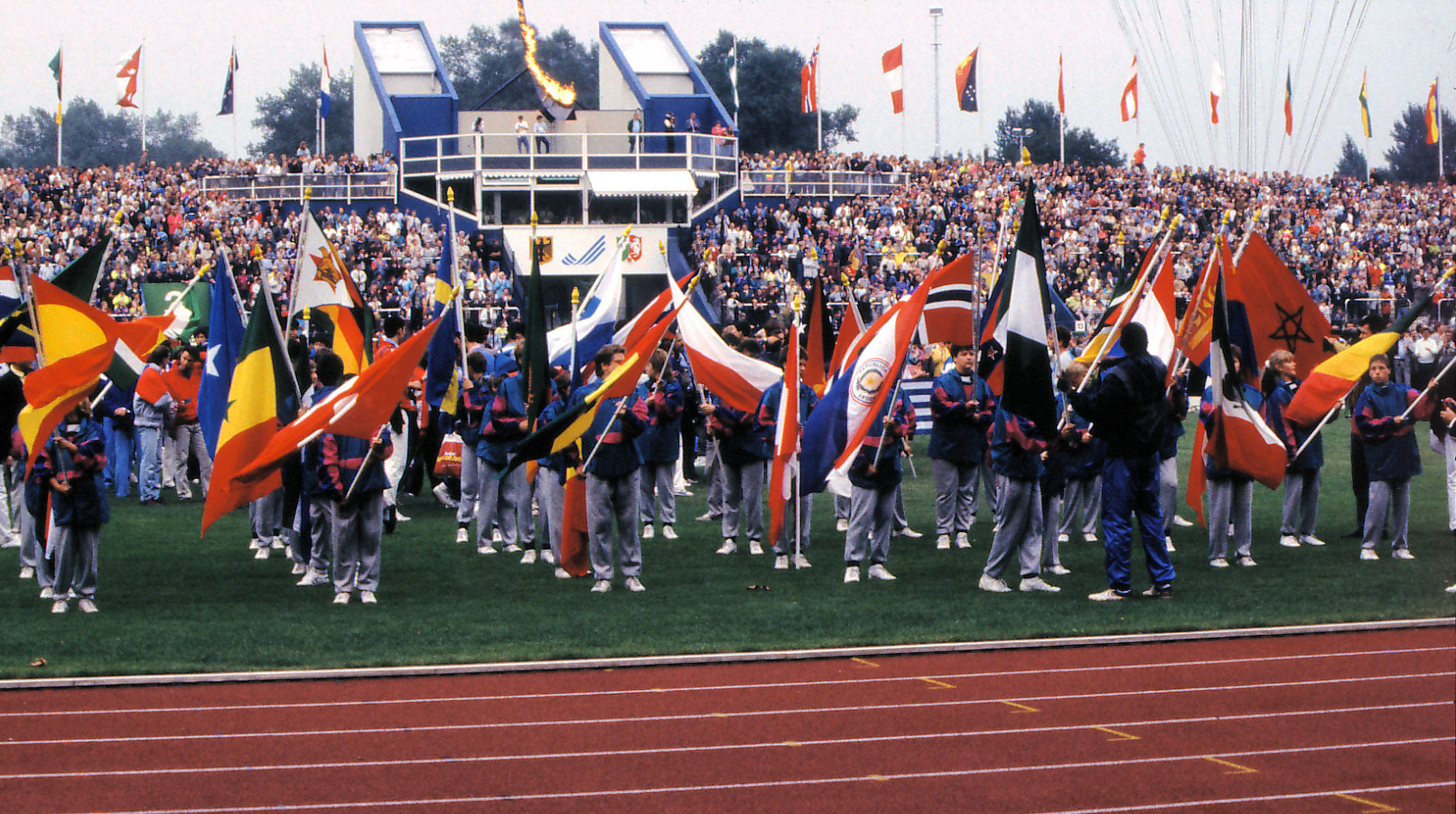
Літня Універсіада 1989

Після закриття CIE та створення перших ігор, організованих UIE, у 1949 році з’явилася FISU і того ж року провела свою першу велику студентську спортивну подію у формі літнього Міжнародного університетського спортивного тижня 1949 року. Тиждень спорту проводився кожні два роки до 1955 року. Як і попередні ігри CIE, події FISU спочатку були спортивними змаганнями під керівництвом Заходу.
Поділ між переважно західноєвропейськими FISU та східноєвропейськими UIE з часом почав розсіюватися серед більш широкої участі у Всесвітніх університетських іграх 1957 року. Ця подія не була безпосередньо організована жодною з груп, натомість її організував Жан Петіжан у Франції (яка залишалася нейтральною до розколу), але всі відповідні країни з груп взяли участь. Універсіада, організована FISU, стала прямим наступником цього змагання, зберігаючи дворічний формат до першої Універсіади 1959 року. Лише на Всесвітніх університетських іграх 1957 року Радянський Союз почав брати участь у змаганнях FISU. Того ж року те, що раніше було європейським конкурсом, стало справді глобальним, до числа конкуруючих країн увійшли Бразилія, Японія та Сполучені Штати. Збільшення участі зрештою призвело до створення Універсіади як основного світового студентського спортивного чемпіонату.

## Місця проведення Універсіад
| Рік  | Ігри   | Літня Універсіада        | Літня Універсіада                | Ігри   | Зимова Універсіада | Зимова Універсіада          |
| Рік  | Ігри   | Місто                    | Країна                           | Ігри   | Місто              | Країна                      |
| ---- | ------ | ------------------------ | -------------------------------- | ------ | ------------------ | --------------------------- |
| 1959 | I      | Турин                    | Італія                           |        | —                  | —                           |
| 1960 |        | —                        | —                                | I      | Шамоні             | Франція                     |
| 1961 | II     | Софія                    | Болгарія                         |        | —                  | —                           |
| 1962 |        | —                        | —                                | II     | Віллар             | Швейцарія                   |
| 1963 | III    | Порту-Алегрі             | Бразилія                         |        | —                  | —                           |
| 1964 |        | —                        | —                                | III    | Шпіндлерув-Млін    | Чехословаччина              |
| 1965 | IV     | Будапешт                 | Угорщина                         |        | —                  | —                           |
| 1966 |        | —                        | —                                | IV     | Сестрієре          | Італія                      |
| 1967 | V      | Токіо                    | Японія                           |        | —                  | —                           |
| 1968 |        | —                        | —                                | V      | Інсбрук            | Австрія                     |
| 1970 | VI     | Турин                    | Італія                           | VI     | Рованіємі          | Фінляндія                   |
| 1972 |        | —                        | —                                | VII    | Лейк-Плесід        | США                         |
| 1973 | VII    | Москва                   | СРСР                             |        | —                  | —                           |
| 1975 | VIII   | Рим                      | Італія                           | VIII   | Лівіньйо           | Італія                      |
| 1977 | IX     | Софія                    | Народна Республіка Болгарія      |        | —                  | —                           |
| 1978 |        | —                        | —                                | IX     | Шпіндлерув-Млін    | Чехословаччина              |
| 1979 | X      | Мехіко                   | Мексика                          |        | —                  | —                           |
| 1981 | XI     | Бухарест                 | Соціалістична Республіка Румунія | X      | Хака               | Іспанія                     |
| 1983 | XII    | Едмонтон                 | Канада                           | XI     | Софія              | Народна Республіка Болгарія |
| 1985 | XIII   | Кобе                     | Японія                           | XII    | Беллуно            | Італія                      |
| 1987 | XIV    | Загреб                   | Югославія                        | XIII   | Штрбске Плесо      | Чехословаччина              |
| 1989 | XV     | Дуйсбург                 | Німеччина                        | XIV    | Софія              | Народна Республіка Болгарія |
| 1991 | XVI    | Шеффілд                  | Велика Британія                  | XV     | Саппоро            | Японія                      |
| 1993 | XVII   | Буффало                  | США                              | XVI    | Закопане           | Польща                      |
| 1995 | XVIII  | Фукуока                  | Японія                           | XVII   | Хака               | Іспанія                     |
| 1997 | XIX    | Сицилія                  | Італія                           | XVIII  | Муджу              | Південна Корея              |
| 1999 | XX     | Пальма де Мальорка       | Іспанія                          | XIX    | Попрад             | Словаччина                  |
| 2001 | XXI    | Пекін                    | КНР                              | XX     | Закопане           | Польща                      |
| 2003 | XXII   | Тегу                     | Південна Корея                   | XXI    | Тарвізіо           | Італія                      |
| 2005 | XXIII  | Ізмір                    | Туреччина                        | XXII   | Інсбрук / Зеефельд | Австрія                     |
| 2007 | XXIV   | Бангкок                  | Таїланд                          | XXIII  | Турин              | Італія                      |
| 2009 | XXV    | Белград                  | Сербія                           | XXIV   | Харбін             | КНР                         |
| 2011 | XXVI   | Шеньчжень                | КНР                              | XXV    | Ерзурум            | Туреччина                   |
| 2013 | XXVII  | Казань                   | Росія                            | XXVI   | Трентіно           | Італія                      |
| 2015 | XXVIII | Кванджу                  | Південна Корея                   | XXVII  | Гранада            | Іспанія                     |
| 2017 | XXIX   | Тайбей                   | Тайвань                          | XXVIII | Алма-Ата           | Казахстан                   |
| 2019 | XXX    | Неаполь                  | Італія                           | XXIX   | Красноярськ        | Росія                       |
| 2021 | —      | —                        | —                                | XXX    | Люцерн             | Швейцарія                   |
| 2023 | XXXI   | Ченду                    | КНР                              | XXXI   | Лейк-Плесід        | США                         |
| 2025 | XXXII  | Рейнсько-Рурський регіон | Німеччина                        | XXXII  | Турин              | Італія                      |
| 2027 | XXXIII | Хосо (регіон)            | Південна Корея                   | XXXIII | TBA                | TBA                         |
| 2029 | XXXIV  | Північна Кароліна        | США                              | XXXIV  | TBA                | TBA                         |

## Медалі за весь час

### Літня Універсіада
| Місце | Країна         | Золото | Срібло | Бронза | Загалом |
| ----- | -------------- | ------ | ------ | ------ | ------- |
| 1     | США            | 522    | 439    | 401    | 1362    |
| 2     | КНР            | 447    | 406    | 255    | 1107    |
| 3     | Росія          | 437    | 367    | 418    | 1222    |
| 4     | СРСР           | 407    | 330    | 250    | 987     |
| 5     | Японія         | 353    | 337    | 434    | 1124    |
| 6     | Південна Корея | 245    | 201    | 237    | 683     |
| 7     | Італія         | 195    | 208    | 260    | 663     |
| 8     | Україна        | 178    | 182    | 178    | 538     |
| 9     | Румунія        | 149    | 131    | 147    | 426     |
| 10    | Угорщина       | 117    | 96     | 107    | 320     |

### Зимова Універсіада
| Місце | Країна         | Золото | Срібло | Бронза | Загалом |
| ----- | -------------- | ------ | ------ | ------ | ------- |
| 1     | Росія          | 207    | 188    | 180    | 575     |
| 2     | Південна Корея | 121    | 86     | 78     | 285     |
| 3     | Японія         | 112    | 119    | 107    | 338     |
| 4     | СРСР           | 103    | 92     | 67     | 262     |
| 5     | КНР            | 73     | 65     | 76     | 214     |
| 6     | Франція        | 59     | 59     | 61     | 179     |
| 7     | Польща         | 56     | 64     | 62     | 182     |
| 8     | Італія         | 55     | 59     | 66     | 180     |
| 9     | Чехословаччина | 54     | 40     | 25     | 119     |
| 10    | Австрія        | 50     | 54     | 56     | 160     |